# Jules Favre (botánico)
Jules Favre fue una personalidad neuchâteles ( cantón de Neuchâtel, 1882 - 1959) profesor, naturalista, zoólogo, malacólogo, escritor, arqueólogo y geólogo suizo. Mucho de su material de herbario, se hallan en las "Colecciones del Museo de Historia Natural, de Ginebra, y otra parte en la "Colección Melvill-Tomlin" en el "Museo Nacional de Gales, Cardiff, RU

## Algunas publicaciones
- 1918. Fossiles: Avec 117 pl. Ed. Georg in Komm. 20 p.

### Libros
- 1960. Catalogue descriptif des champignons supérieurs de la zone subalpine du Parc national suisse.[1]

- 1955. Les champignons supérieurs de la zone alpine du Parc national suisse. Ed. Nationalpark-Museum. 212 p.

- e. Joukowsky, j. Favre. 1913. Monographie géologique et paléontologique du Salève (Haute Savoie).

- 1911. Description geologique des environs du locle et de la chaux-de. 399 p.

## Honores
En Boudry y en Neuchâtel, dos comunas del cantón de Neuchâtel, poseen una calle con su nombre, en su honor.
- La abreviatura «J.Favre» se emplea para indicar a Jules Favre como autoridad en la descripción y clasificación científica de los vegetales.[3]